# Piotr Gancarz
Piotr Gancarz (ur. 19 maja 1970 w Kolbuszowej, zm. 21 kwietnia 2000) – polski żużlowiec.
Sport żużlowy uprawiał w latach 1987–1997, reprezentując barwy klubów Stali Rzeszów (1987–1989, 1991–1995, 1997), KKŻ Krosno (1990, 1997) oraz Wandy Kraków (1996).
W 1989 r. zdobył w Rzeszowie brązowy medal młodzieżowych drużynowych mistrzostw Polski. W 1991 r. wystąpił w dwóch finałowych turniejach o "Srebrny Kask", zajmując w końcowej klasyfikacji XIV miejsce. Finalista młodzieżowych indywidualnych mistrzostw Polski (Toruń 1991 – XV miejsce). Dwukrotny finalista młodzieżowych mistrzostw Polski par klubowych (Gdańsk 1989 – VI miejsce, Gorzów Wielkopolski 1991 – VI miejsce).
Zginął śmiercią samobójczą 21 kwietnia 2000.